# Fillan
Fillan è un villaggio della Norvegia, situato nella municipalità di Hitra, nella contea di Trøndelag.